# Malin Hoelsveen
Malin Hoelsveen (* 25. Januar 2005) ist eine norwegische Leichtathletin, die sich auf den Mittelstreckenlauf spezialisiert hat. Zudem startete sie zwischen 2021 und 2025 auch als Skilangläuferin.

## Sportliche Laufbahn

### Leichtathletik
Erste Erfahrungen bei internationalen Meisterschaften sammelte Malin Hoelsveen im Jahr 2021, als sie bei den U20-Europameisterschaften in Tallinn mit 4:25,47 min auf den elften Platz im 1500-Meter-Lauf gelangte. Im Jahr darauf siegte sie bei den U18-Europameisterschaften in Jerusalem in 2:09,29 min über 800 Meter und 2023 belegte sie bei den U20-Europameisterschaften ebendort in 2:06,97 min den vierten Platz. Im Dezember wurde sie bei den Crosslauf-Europameisterschaften in Brüssel nach 20:45 min 52. im U20-Rennen. Im Jahr darauf schied sie bei den U20-Weltmeisterschaften in Lima mit 2:05,37 min im Halbfinale im 800-Meter-Lauf aus und belegte mit der norwegischen 4-mal-400-Meter-Staffel in 3:36,38 min den sechsten Platz. 2025 schied sie bei den U23-Europameisterschaften in Bergen mit 2:04,65 min in der Vorrunde über 800 Meter aus.
2024 wurde Hoelsveen norwegische Meisterin im 800-Meter-Lauf.

### Skilanglauf
Im Skilanglauf startete Hoelsveen erstmals im März 2024 in Drammen erstmals im Skilanglauf-Weltcup und holte dort mit dem 22. Platz im Sprint ihre ersten Weltcuppunkte. Im Jahr 2025 nahm sie an den Nordischen Junioren-Skiweltmeisterschaften in Schilpario teil, wo sie die Goldmedaille im Sprint gewinnen konnte. Im Juli 2025 gab sie bekannt sich zukünftig auf Leichtathletik konzentrieren zu wollen.

## Persönliche Bestleistungen
- 800 Meter: 2:01,15 min, 18. Juni 2024 in Oslo (norwegischer U20-Rekord)
- 1500 Meter: 4:12,17 min, 30. Mai 2024 in Oslo